# Milton Molina
Milton Alexander Molina Miguel (sinh ngày 2 tháng 2 năm 1989 ở Santa Cruz, Metapán, El Salvador), là một cầu thủ bóng đá người El Salvador hiện tại thi đấu cho Isidro Metapán.

## Sự nghiệp câu lạc bộ
Molina từng là một phần của Isidro Metapán ở mùa giải Clausura 2009.
Molina ghi bàn thắng đầu tiên cho đội bóng ở phút 17 trong trận hòa 3–3 trước Vista Hermosa (11 tháng 10 năm 2009).<ref>

## Sự nghiệp quốc tế
Molina có màn ra mắt cho El Salvador vào tháng 1 năm 2011, trong trận đấu tại Cúp bóng đá UNCAF trước Honduras.

## Danh hiệu

### A.D. Isidro Metapán
- Primera División (7): Clausura 2010, Apertura 2010, Apertura 2011, Apertura 2012, Apertura 2013, Clausura 2014, Apertura 2014